# Ingemar
Ingemar  è un nome proprio di persona svedese maschile.

## Varianti
- Maschili: Ingmar[1]
- Diminutivi: Inge

## Origine e diffusione
Deriva dal nome norreno Ingimárr, composto da Ing (altro nome del dio norreno Yngvi, presente anche nei nomi Ingolf, Ingunn, Ingegerd, Ingeborg, Ingvar e Ingrid) e dall'elemento mærr ("famoso", "noto").

## Onomastico
Il nome è adespota, cioè non è portato da alcun santo, pertanto l'onomastico ricade il 1º novembre, giorno di Ognissanti. Un onomastico laico è fissato in Svezia al giorno 3 luglio.

## Persone

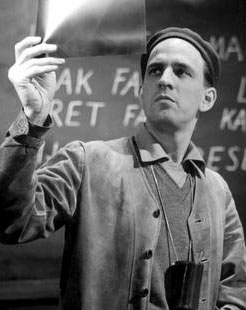
Ingmar Bergman

- Ingemar Bondeson, schermidore svedese
- Ingemar Erlandsson, calciatore svedese
- Ingemar Gruber, hockeista su ghiaccio italiano
- Ingemar Haraldsson, calciatore svedese
- Ingemar Johansson, pugile svedese
- Ingemar Stenmark, sciatore alpino svedese

### Variante Ingmar
- Ingmar Bergman, regista, sceneggiatore, drammaturgo, scrittore e produttore cinematografico svedese